# Vishovgrad
Vishovgrad (en búlgaro: Вишовград) es un pueblo en el norte de Bulgaria, situado en Provincia de Veliko Tarnovo.

## Geografía
Vishovgrad situado en Danubio Llanura y superior de Montes Balcanes.

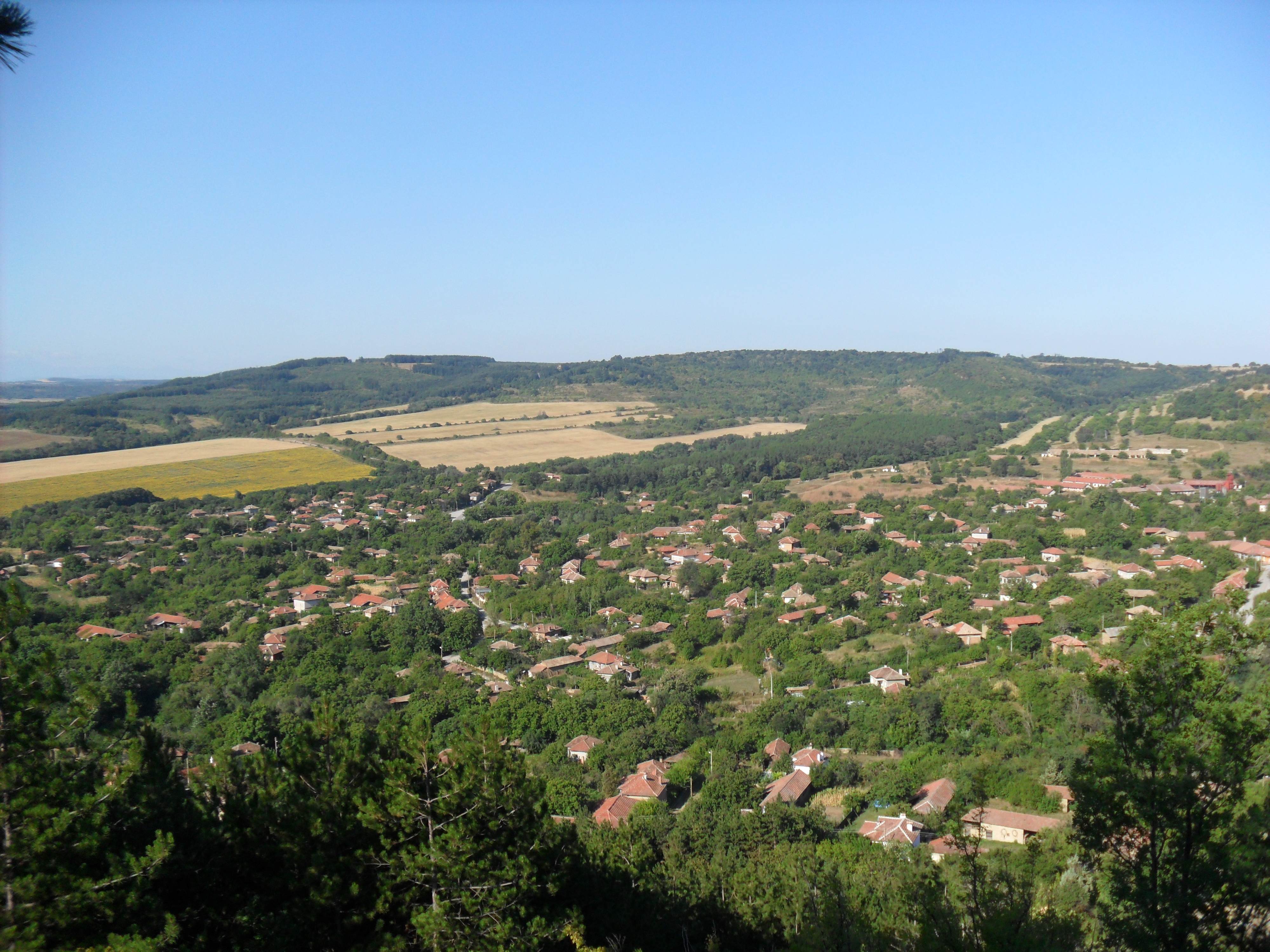
Panorama

## Historia
Vishovgrad surge entre las colinas Golish y Chuckata.
En 1868 trades Vishovgrad pases ejército de liberación de Hadji Dimitar y Stefan Karadja.

## Educación
- La escuela primaria "St.Kiril Y Metodiy"

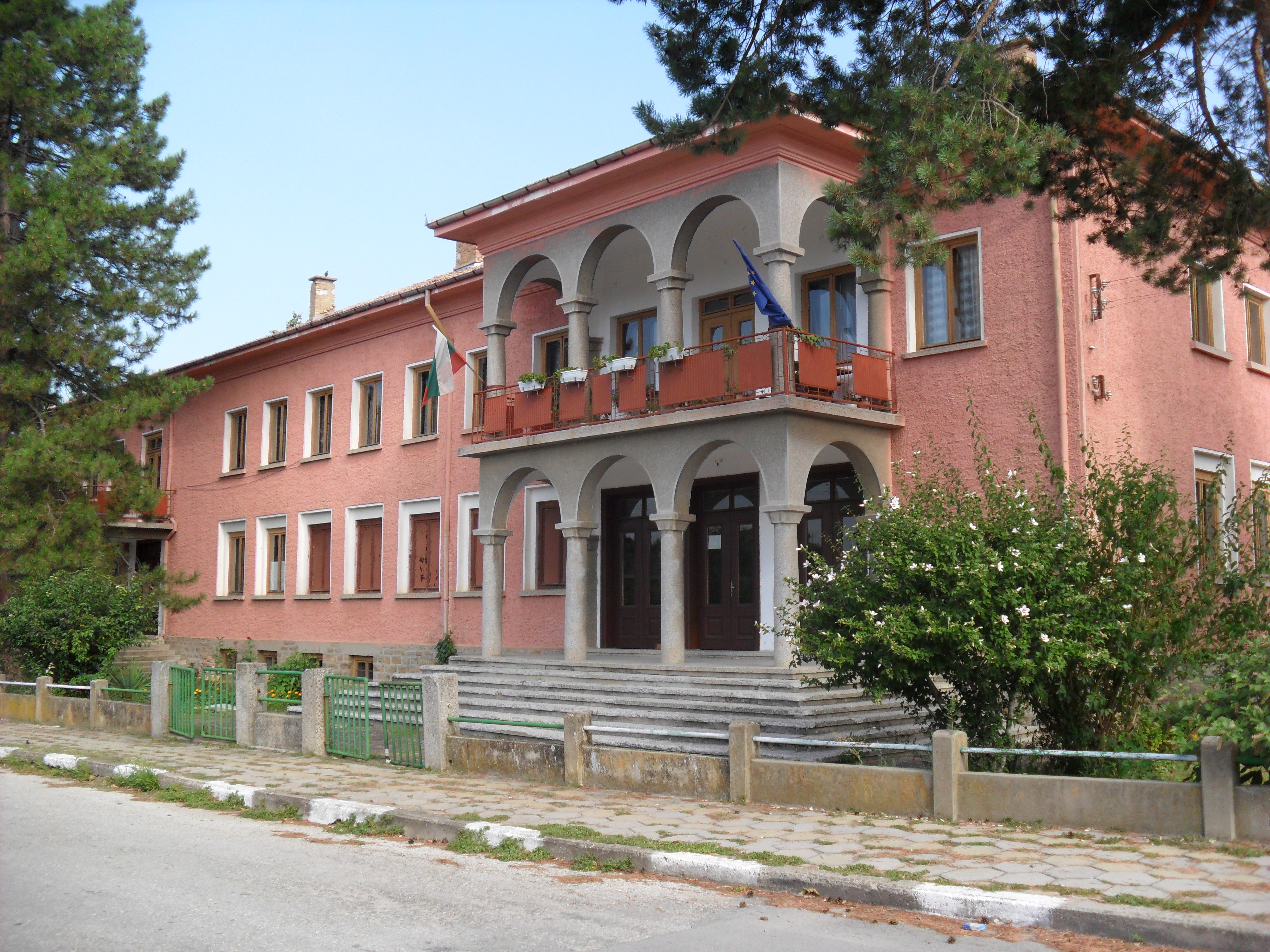
Centro Comunitario "Radi Fichev"

- Centro Comunitario "Radi Fichev"

## áreas residenciales en Vishovgrad
- Korea
- Selishte
- Varvishte
- Cherven bryag

## Lugares en Vishovgrad

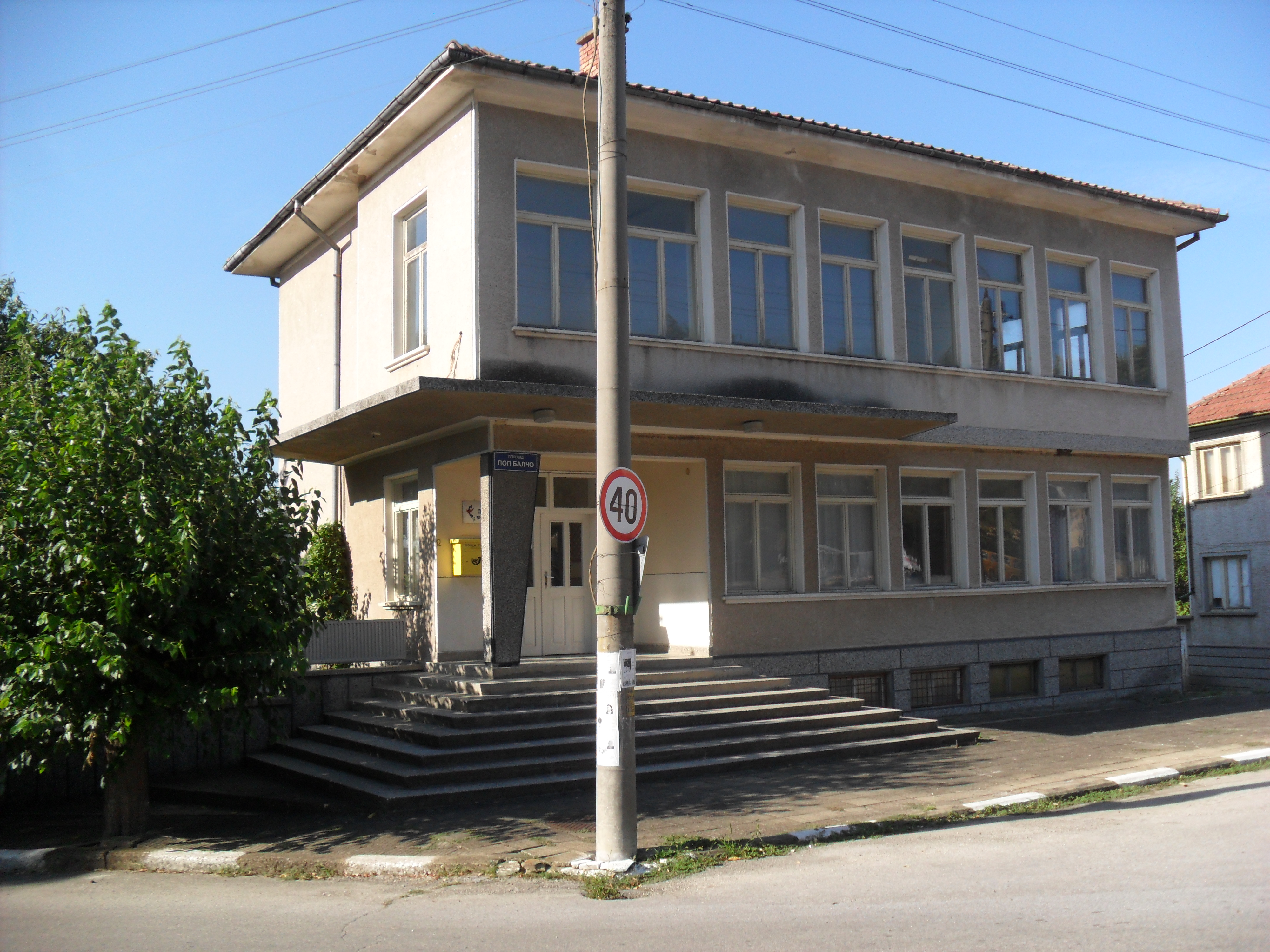

- Chuckata
- Golish
- Zarapovo
- Kanla Dere